# Zagalejo
Zagalejo es una prenda de la indumentaria femenina en España similar a las sayas, un tipo de falda corta y de vuelo por detrás, para llevar debajo del manteo, sobre las enaguas. En los siglos XVII y XVIII se llamó también guardapiés. En México es una falda de vivos colores, muy popular.
Puede estar confeccionado con bayeta o tela tupida de algodón o percal, en colores alegres como el encarnado y el verde o en un más discreto amarillo pajizo. Forma parte de la mayoría de los trajes típicos, folclóricos y tradicionales españoles, y en muchos lugares se identifica con otros tipos de refajo, como la pollera y la basquiña.